# 유엔 안전 보장 이사회 결의 제601호
유엔 안전보장이사회 결의안 601호는 1987년 10월 30일 채택되었다. 이사회는 남아프리카공화국이 나미비아를 계속해서 '불법적으로' 점령 하고 이전 결의안을 준수하지 않는 것을 다시 한번 비난하였다.
결의안은 나미비아 영토에 대한 유엔의 직접적인 책임을 재확인하면서, 결의 제435호(1978년)와 관련된 모든 미해결 문제가 해결되었다고 밝혔다. 또한 남서아프리카 인민기구가 남아프리카 방위군과 휴전을 체결하고 준수하기로 약속한 것을 환영하였으며, 이에 따라 이사회는 유엔 전환 지원단이 나미비아에 배치될 수 있도록 양측 간의 휴전을 주선할 권한을 하비에르 페레스 데 케야르 사무총장에게 부여하였다.
이사회는 또한 회원국들에게 사무총장과 직원들이 현행 결의안을 이행하도록 지원해줄 것을 촉구했으며 사무총장에게 해당 지역의 발전 상황에 관해 가능한 한 빨리 보고해줄 것을 요청하였다.
찬성 14표, 반대 0표, 기권 1표(미국)로 채택되었다.

## 같이 보기
- 유엔 안전 보장 이사회 결의 제601 ~ 700호 목록
- 남아프리카 국경 전쟁
- 아파르트헤이트 하 남아프리카 공화국